# Steenkoolbekken van Ronchamp

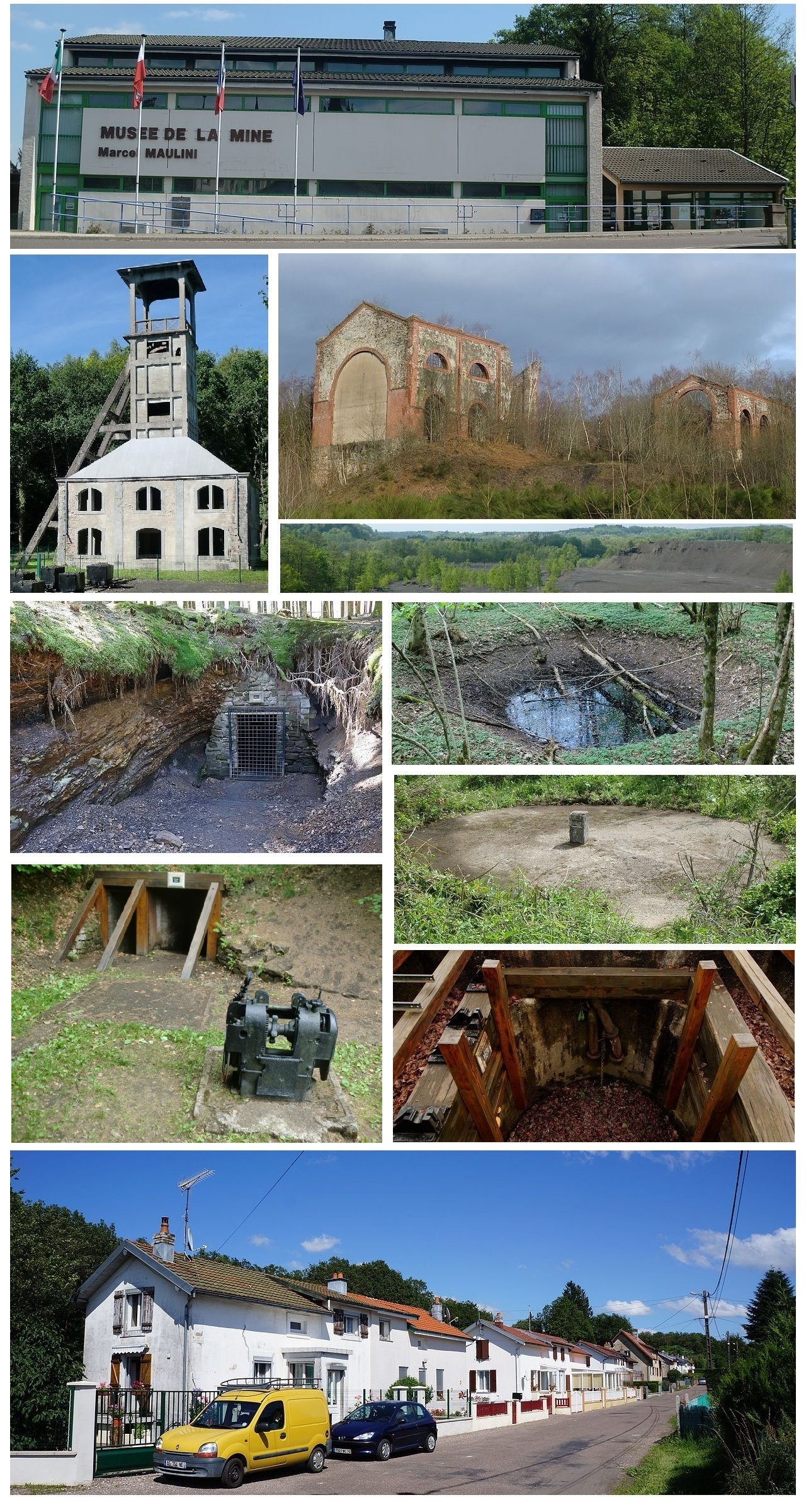
Meerdere beelden die de verscheidenheid van het landschap en architectonische van Steenkoolbekken van Ronchamp.

Het steenkoolbekken van Ronchamp vormt, samen met de stad Ronchamp, een cultureel en industrieel monument in het departement Haute-Saône in de Franse regio Bourgogne-Franche-Comté.

## Achtergrond
| ■ Gemeente waar steenkool werd gewonnen | ■ Andere gemeente |

Omvang van de mijnstreek op de kaart van de gemeenten van de Haute-Saône.

Het mijnbekken van Ronchamp strekt zich uit over ongeveer 16 kilometer en ligt in het departement Haute-Saône. De mijnbouw drukt nog steeds een stempel op het landschap.
Dit landschap is gevormd door drie eeuwen van steenkoolwinning, van 1750 tot 1958.

## Mijnen
De steenkoolmijnen van Ronchamp werden geëxploiteerd door verschillende mijnbouwbedrijven. Ze lagen in drie gemeenten: Ronchamp, Champagney en Magny-Danigon in het departement Haute-Saône. Ze werden meer dan twee eeuwen gebruikt: vanaf het midden van de achttiende eeuw tot het midden van de twintigste eeuw. De steenkoolwinning heeft het landschap veranderd door het tot stand komen van terrils en mijnschachten. Ook de lokale economie en de aard van de bevolking veranderde, onder meer door de vestiging van talrijke Poolse arbeiders en door de aanwezigheid van uit de mijnbouw stammende tradities.
De werkzaamheden begonnen in horizontale galerijen die in de heuvels werden gegraven. De steenkoolmijn Saint-Louis was de eerste die, in 1810, een verticale schacht aanlegde. Men ging steeds diepere steenkoollagen exploiteren, totdat de Steenkoolwinningsmaatschappij van Ronchamp uiteindelijk twee schachten boorde die toen tot de diepste in Frankrijk behoorden. het betrof de steenkoolmijn Du Magny (694 meter) in 1878 en de steenkoolmijn Arthur-de-Buyer (1.010 meter) in 1900. Bij de nationalisatie van de mijnen in 1946, de werd de energievoorziening van de putten toevertrouwd aan Electricité de France.
Na de mijnsluiting in 1958, werden de mijnsites, om veiligheidsredenen, meestal gesloopt en kregen de werknemers een andere baan. Later werd een museum gesticht en werden twee verenigingen opgericht om de herinnering aan het mijnverleden te bewaren. Een aantal sites werd herontwikkeld om opengesteld te worden voor bezoekers.

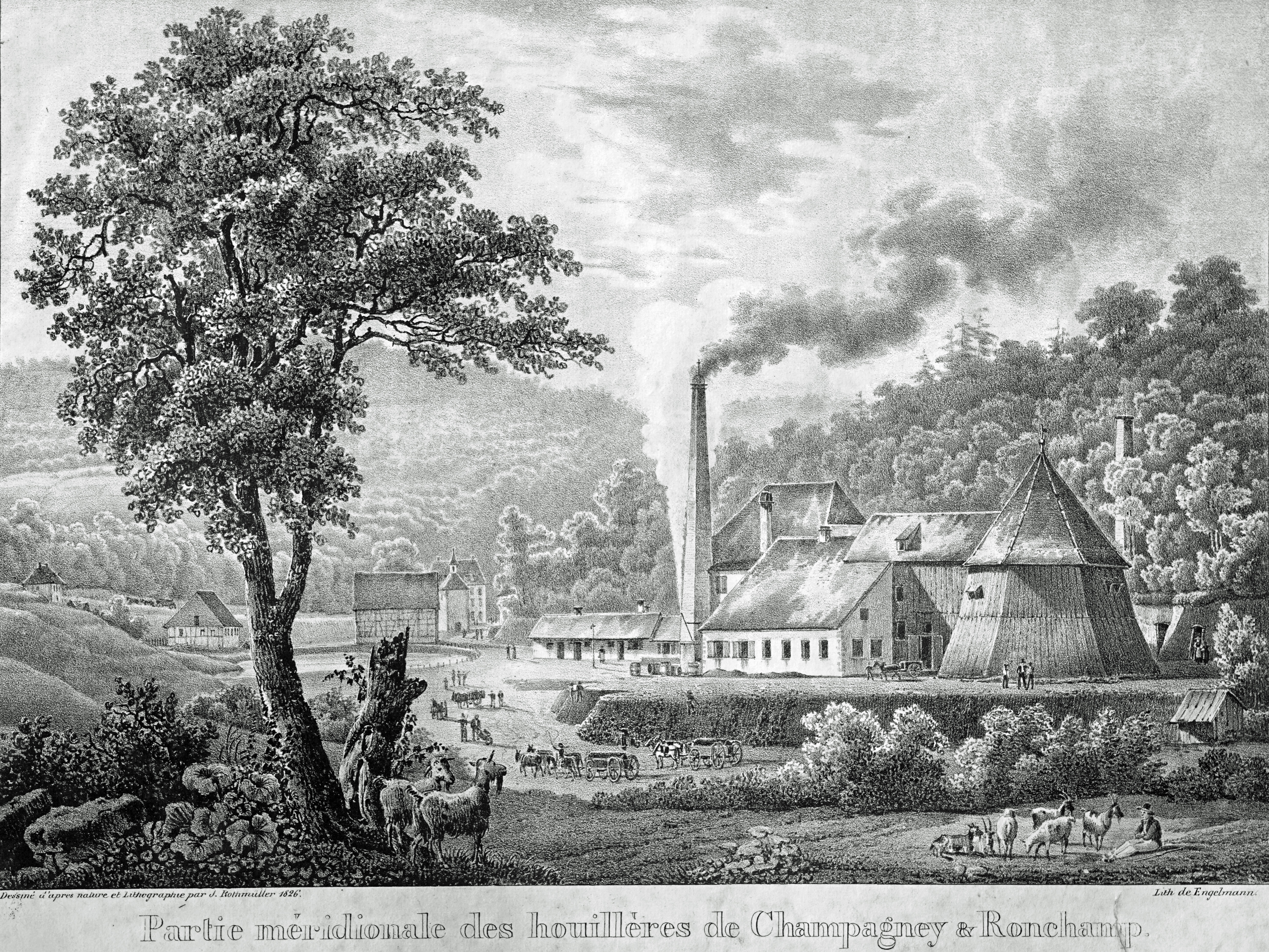
Steenkolenmijn Saint-Louis.

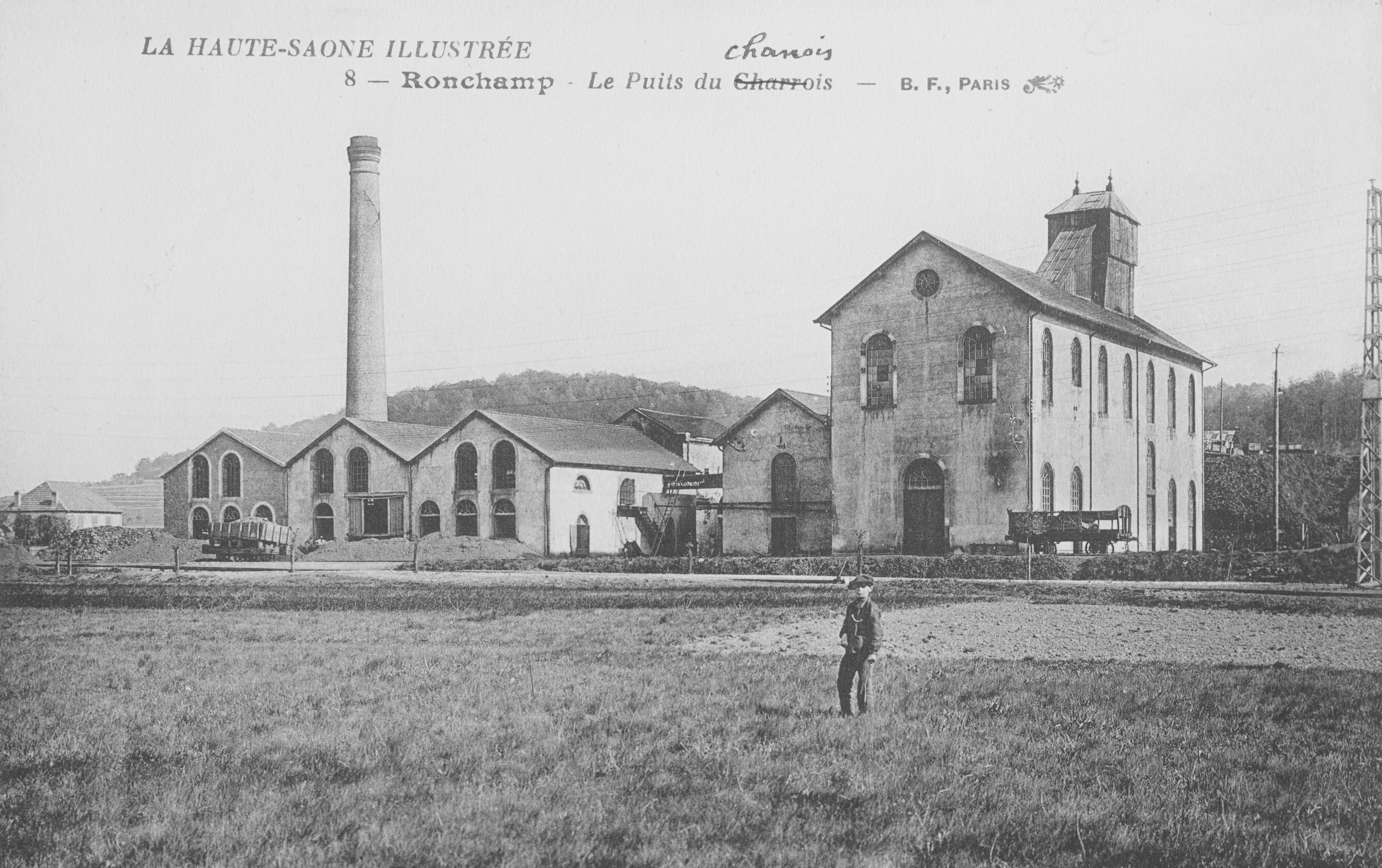
Steenkolenmijn du Chanois.

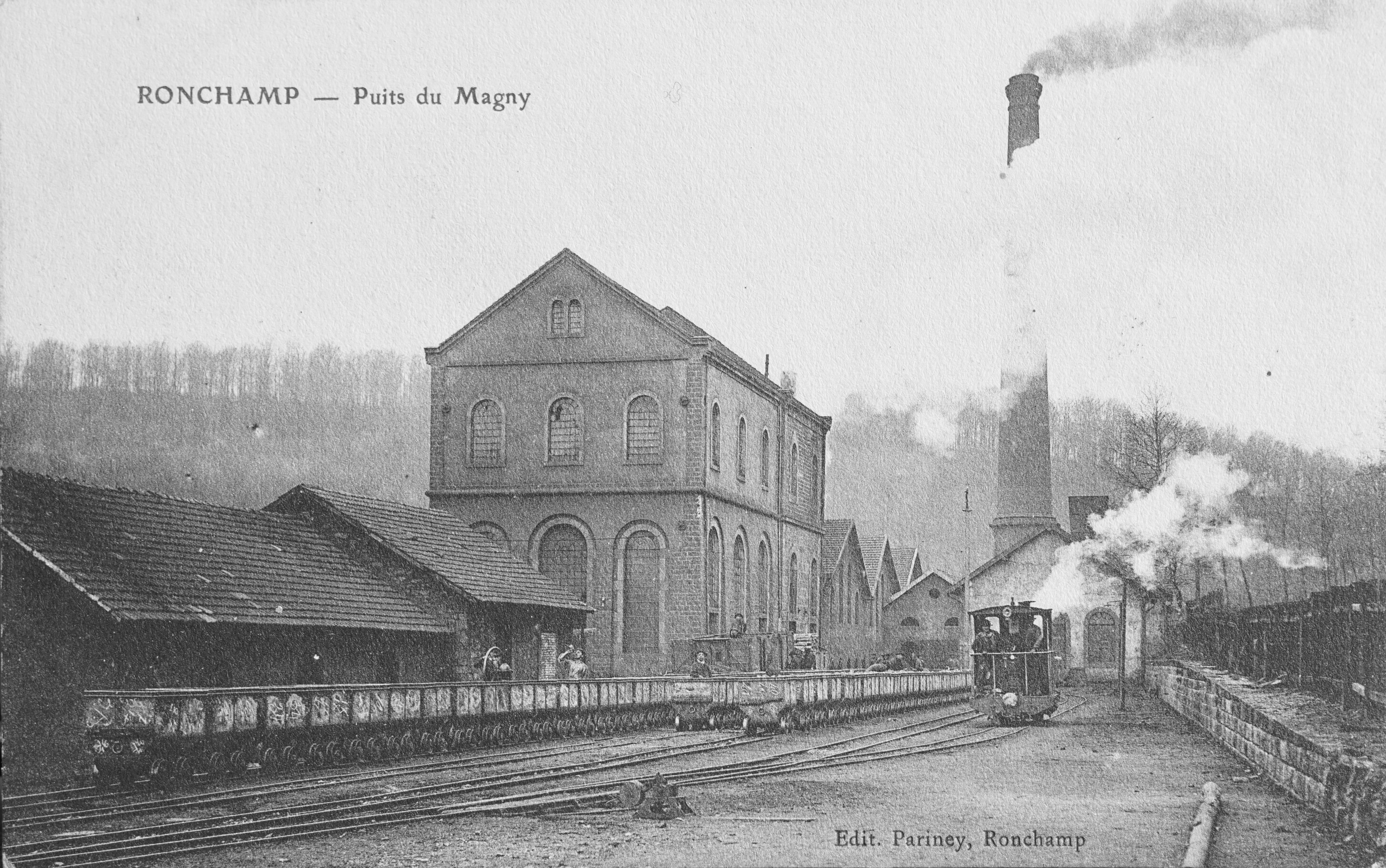
Steenkolenmijn du Magny.

| Jaar van boring | Naam                    | Diepte  | Activiteit  | Functie    | Andere functie            |
| --------------- | ----------------------- | ------- | ----------- | ---------- | ------------------------- |
| 1810            | Saint-Louis             | 135 m   | 1823 – 1842 | extractie  |                           |
| 1815            | Henri IV                | 61 m    | 1816 – 1835 | extractie  |                           |
| 1822            | Samson                  | 19 m    | 1824        | extractie  |                           |
| 1825            | Nº 1                    | 164 m   | 1827 – 1833 | extractie  |                           |
| 1825            | Nº 2                    | 156 m   | 1828 – 1833 | extractie  |                           |
| 1825            | Nº 3                    | 38 m    | 1826 – 1829 | extractie  |                           |
| 1829            | Nº 4                    | 45 m    | 1830 – 1841 | extractie  |                           |
| 1830            | Nº 5                    | 74 m    | 1832        | zoeken     |                           |
| 1832            | Nº 6                    | 66 m    | 1834 – 1836 | extractie  | ventilatie 1839-1850      |
| 1839            | Nº 7                    | 205 m   | 1843 – 1849 | extractie  | ventilatie 1849-1872      |
| 1845            | Saint-Charles / Nº 8    | 315 m   | 1847 – 1895 | extractie  |                           |
| 1850            | Saint-Joseph            | 453 m   | 1855 – 1895 | extractie  |                           |
| 1851            | Notre-Dame d'Éboulet    | 564 m   | 1859 – 1896 | extractie  | waterpompen 1896-1958     |
| 1854            | Saint-Jean              | 51 m    | 1856        | extractie  |                           |
| 1854            | Sainte-Barbe            | 324 m   | 1860 – 1872 | extractie  | ventilatie Sainte-Pauline |
| 1854            | Sainte-Pauline          | 546 m   | 1861 – 1884 | extractie  |                           |
| 1855            | L'Espérance             | 103 m   | 1858        | zoeken     |                           |
| 1864            | Sainte-Marie            | 359 m   | 1866 – 1869 | extractie  | ventilatie 1869-1958      |
| 1866            | Saint-Georges           | 470 m   | 1870 – 1873 | extractie  |                           |
| 1873            | Du Magny                | 694 m   | 1878 – 1958 | extractie  | in gebruik 1916-1928      |
| 1873            | Du Chanois              | 588 m   | 1900 – 1951 | extractie  |                           |
| 1883            | Du Tonnet / Nº 9        | 574 m   | 1886 – 1888 | zoeken     |                           |
| 1884            | Nº 10                   | 247 m   | 1886 – 1896 | ventilatie |                           |
| 1892            | Arthur-de-Buyer / Nº 11 | 1.010 m | 1900 – 1954 | extractie  |                           |
| 1949            | L'Étançon / Nº 13 bis   | 44 m    | 1950 – 1958 | extractie  |                           |